# Bartonella henselae
Bartonella henselae är en bakterie som tillhör Bartonella-släktet, ett av de vanligaste släktena av
bakterier i världen. Medlemmarna av släktet är små, gramnegativa, aeroba bakterier. Runt 20 arter tillhör släktet.
Bartonella henselae är mest känd för att orsaka kattklössjuka (Cat-scratch disease) men den kan även orsaka bacillär angiomatosis, bakteriemi, endokardit och bacillär peliosis.

## Historia och systematik
Isoleringen av Bartonella henselae gjordes år 1985 av Diane Hensel, som var en teknolog på universitetssjukhuset i Oklahoma City, där hon undersökte blododlingar från HIV-patienter. Efter identifieringen av Bartonella henselae kunde metoder för att upptäcka bakterien utvecklas och detta ledde till ökad medvetenhet i den medicinska världen. Bakterien har därefter påträffats hos både patienter med väl fungerande immunförsvar och de med nedsatt immunförsvar.
Under 1980-talet, innan de effektiva AIDS-medicinerna kom, drabbades AIDS-patienter av bacillär angiomatosis som orsakades av Bartonella henselae och Bartonella quintana.  På grund av att AIDS försvagar immunförsvaret kunde man lättare isolera smittoämnen från värden.
Tack vare stora framsteg inom genetik, klassificering och taxonomi kunde man slå ihop två släkten, Grahamella och Rochalimaea, till ett släkte, som idag kallas Bartonella. Släktet består idag av runt 20 arter och fortsätter att växa.

## Biologiska egenskaper
Bakterier som tillhör släktet Bartonella är intracellulära parasiter som lever inuti exempelvis endotelceller. Bartonella henselae kräver en aerob miljö med ett konstant pH runt 6,8 - 7,3 för att tillväxa.
Bartonella henselae kan invadera epitelceller och endotelceller genom att modulera funktionen av aktinberoende cytoskelettproteiner. Lite är känt om interaktionen mellan Bartonella henselae och epitelceller men man vet att Bartonella henselae depolymeriserar intermediära filament av keratin i epitelcellerna.

## Kattklössjuka
Den mest förekommande sjukdomen hos människor orsakad av Bartonella henselae är kattklössjuka (eller Cat Scratch disease), som är en zoonotisk infektionssjukdom. Kattklössjuka sprids i 90 % av fallen genom bit- eller rivskador från katt till människa.

## Andra sjukdomar
Bacillär angiomatosis är en systemisk sjukdom som orsakas i 50 procent av fallen av Bartonella henselae, efter exponering för loppangripna katter, och 50 procent av Bartonella quintana där den överförs av klädlöss. Bacillär angiomatos drabbar sällan friska och immunkompetenta personer, det är främst personer med nedsatt immunförsvar som drabbas, huvudsakligen HIV-infekterade eller AIDS-patienter. Bacillär angiomatosis
kännetecknas av sjukliga förändringar i framförallt huden, slemhinnor, lever och mjälte, och patienten kan utveckla hög feber, ömma och svullna lymfkörtlar, yrsel, svettningar och dålig aptit. Sjukdomen behandlas effektivt med antibiotika.
Bartonella henselae kan även orsaka endokardit och bakteriemi samt bacillär peliosis i levern som antingen kan förekomma ensamt eller utvecklas till bacillär angiomatosis. Bacillär peliosis är ett ovanligt vaskulärt tillstånd som kännetecknas av blodfyllda hålrum i levern, men det kan även påverka mjälten, benmärgen och lymfkörtlar i buken.